# Deniat Ciutat Creativa (schip, 1992)
De Denia Ciutat Creativa is een roll-on-roll-offschip van de rederij Balearia in Spanje. Het werd gebouwd in Nederland bij Van der Giessen-de Noord en in 1994 verbouwd bij de werf in Perama in Griekenland. Het schip vaart 19 knopen. 
De eerste naam was Via Ligure, vervolgens Ionian Star en Scandola, en nu Denia Ciutat Creativa. Het schip is geregistreerd in Limassol, Cyprus. Er kunnen maximaal 900 auto's aan boord. Er zijn 200 bedden. Het schip vaart van Melilla/Malaga naar Almeria. 

## Referentie
- http://www.ferry-site.dk/ferry.php?id=9019054&lang=en